# Manifestació per un finançament just
La manifestació per un finançament just fou una manifestació unitària d'associacions, entitats, sindicats i partits polítics valencians per a instar el Govern d'Espanya a millorar el finançament del País Valencià.
L'acte tingué lloc dissabte 18 de novembre de 2017 a València: la marxa eixí a les 6 de la vesprada de l'esplanada del Museu Valencià de la Il·lustració i la Modernitat pel carrer Guillem de Castro en direcció a l'Institut Valencià d'Art Modern i, pel carrer Blanqueries, fins a les Torres de Serrans, on es llegí el manifest; es manifestaren unes seixanta mil persones segons els organitzadors.